# Metamorfik Lądka i Śnieżnika
Metamorfik Lądka i Śnieżnika (metamorfik lądecko-śnieżnicki) – jednostka geologiczna leżąca w zachodniej części Sudetów Wschodnich (Góry Złote, Góry Bialskie, Krowiarki, Masyw Śnieżnika).
Od zachodu graniczy z masywem kłodzko-złotostockim, metamorfikiem kłodzkim, niecką śródsudecką i rowem Górnej Nysy. Od północy sudecki uskok brzeżny oddziela go od bloku przedsudeckiego. Od wschodu i południa graniczy ze strefą Starego Miasta w Czechach (Starého Města na Morawach). Dzieli się na mniejsze jednostki tektoniczne. Pod względem geologicznym zaliczany jest do struktury zachodniosudeckiej.
Za jego przedłużenie po zachodniej stronie rowu Górnej Nysy uważa się metamorfik bystrzycko-orlicki. Niektórzy geolodzy łączą obie jednostki w metamorfik orlicko-kłodzki.
Wyróżnia się na trzy serie skalne zbudowane ze skał metamorficznych:
- seria strońska
- gnejsy śnieżnickie
- gnejsy gierałtowskie

Seria strońska składa się z łupków łyszczykowych z wkładkami łupków łyszczykowych z granatami, paragnejsów, amfibolitów, łupków kwarcowych, łupków grafitowych, marmurów kalcytowych i dolomitowych, skał wapienno-krzemianowych, erlanów i serpentynitów.
Gnejsy śnieżnickie są gnejsami oczkowymi, warstewkowymi, zwykle gruboziarnistymi, z wyraźną foliacją.
Gnejsy gierałtowskie są bardziej zróżnicowane: są to najczęściej gnejsy drobnoziarniste, cienkolaminowane lub bez laminacji, niekiedy pręcikowe.
W seriach gnejsowych, poza różnymi odmianami tych ostatnich występują amfibolity, w gnejsach gierałtowskich również eklogity, granulity, a w okolicach Bielic również gnejsy amfibolowe oraz tonality.
W północnej części metamorfiku Lądka–Śnieżnika wyróżnia się strefę Złoty Stok–Skrzynka o skomplikowanej budowie (mylonity, kataklazyty, hornfelsy).
Metamorfik lądecko-śnieżnicki buduje podłoże Gór Złotych, Gór Bialskich, Masywu Śnieżnika (wraz z Krowiarkami) w Sudetach Wschodnich oraz fragmentu Kotliny Kłodzkiej w Sudetach Środkowych.
Nowa, proponowana regionalizacja tektoniczna Polski łączy metamorfik Lądka i Śnieżnika z metamorfikiem bystrzycko-orlickim w jednostkę o nazwie „kopuła orlicko-śnieżnicka” (dawniej „metamorfik orlicko-kłodzki” lub „kopuła kłodzko-orlicka”). Kopuła orlicko-śnieżnicka jest najdalej na pn.-wsch. wysuniętym fragmentem Masywu Czeskiego. Np. amfibolity budujące kopułę orlicko-śnieżnicką dostarczają informacji na temat wieloetapowej ewolucji tej struktury. Amfibolity mają skład bazaltów toleitowych, nisko-Ti toleitów i alkalicznych bazaltów. Bazalty toleitowe są zapisem stadium riftingu, przypuszczalnie dolnopaleozoicznej fragmentacji Gondwany (Floyd et al. 1996).